# Камерън Нори
Камерън Нори (на английски: Cameron Norrie) е британски тенисист.

## Биография
Камерън Нори  е роден на 23 август 1995 г. в Йоханесбург, ЮАР, в семейството на Дейвид, британски микробиолог от Глазгоу, и Хелън от Кардиф.
През 1998 г., когато Нори е на три години, той и семейството му се преместват в Окланд, Нова Зеландия, след като стават жертва на кражба с взлом в Южна Африка. Нори казва: „Не си спомням много за това, но майка ми ми каза, че станало твърде опасно, така че се преместихме в Нова Зеландия.“ Родителите му живеят в Нова Зеландия до 2023 г., когато се връщат обратно в Обединеното кралство.
През 2011 г. на 16-годишна възраст, той се премества в родното на родителите му Обединено кралство, където живее в Лондон три години. След това посещава Тексаския християнски университет във Форт Уърт от 2014 г. до 2017 г. През юни 2017 г. той завършва обучението си в TCU, и става професионалист по време на сезона на трева на ATP Тур 2017.
Камерън Нори е поддръжник на Саут Сидни Рабитохс, Новозеландските Ол Блекс и ФК Нюкасъл Юнайтед.

## Кариера

### Младша кариера
Камерън Нори представлява Нова Зеландия като юноша, става номер 10 в света, но получава само няколко хиляди долара от Новозеландцкия тенис. Родителите му трябва да финансират задграничните му пътувания.  На петнадесет години той играе в европейската юношеска верига на ITF в продължение на пет месеца.
През април 2013 г. Нори започва да се състезава за Великобритания, националността на двамата му родители, отчасти поради наличното финансиране. Прекарва три години в Лондон сам. Той живее и тренира в Националния тенис център, по-късно пребивава в приемно семейство в продължение на две години, докато продължава обучението си. През 2013 г. участва във всички турнири от Големия шлем за юноши, но печели само един мач в Австралия.
Нори учи социология със спортна стипендия в Тексаския християнски университет (TCU) и се присъединява към университетския отбор Horned Frogs, където става най-високо класирания тенисист в САЩ, като за първи път TCU има такава чест. В допълнение Нори се класира на All-American три пъти.
През сезон 2016-17 Нори е единствения играч, който печели всеки мач от Big 12, в който участва, с рекорд от 10-0 на сингъл и на двойки. Въпреки че е поставен под номер 1, Нори пропусна в края на сезона NCAA Championships и продължава обучението си, за да може да стане професионалист.

### Професионална кариера
Камерън Нори достига най-високото класиране в кариерата си, като световен номер 8 на сингъл (на 12 септември 2022 г.) и номер 117 на двойки (на 13 юни 2022 г.). Нори печели пет титли от ATP Тур на сингъл, включително титла от Мастърс 1000 на турнира в Индиън Уелс през 2021 г. и една титла на двойки. Той е британски номер 1 на сингъл при мъжете от октомври 2021 г.

## Кариерна статистика

#### Титли оттурнири от сериите Мастърс(1)
| година | турнир            | съперник във финала | резултат      |
| ------ | ----------------- | ------------------- | ------------- |
| 2021   | Индиън Уелс Оупън | Николоз Басилашвили | 3–6, 6–4, 6–1 |

### ATP финали (5 титли; 15 финала)
|        | П–З  | Година | Турнир                | Клас         | Настилка   | Опонент               | Резултат           |
| ------ | ---- | ------ | --------------------- | ------------ | ---------- | --------------------- | ------------------ |
| Загуба | 0–1  | 2019   | Окланд Оупън          | 250 серии    | Твърда     | Тенис Сандгрен        | 4–6, 2–6           |
| Загуба | 0–2  | 2021   | Ещорил Оупън          | 250 серии    | Клей       | Алберт Рамос Виньолас | 6–4, 3–6, 6–7(3–7) |
| Загуба | 0–3  | 2021   | Лион Оупън            | 250 серии    | Клей       | Стефанос Циципас      | 3–6, 3–6           |
| Загуба | 0–4  | 2021   | Куинс Чемпиъншипс     | 500 серии    | Трева      | Матео Беретини        | 4–6, 7–6(7–5), 3–6 |
| Победа | 1–4  | 2021   | Лос Кабос Оупън       | 250 серии    | Твърда     | Брандън Накашима      | 6–2, 6–2           |
| Загуба | 1–5  | 2021   | Южна Калифорния Оупън | 250 серии    | Твърда     | Каспер Рууд           | 0–6, 2–6           |
| Победа | 2–5  | 2021   | Индиън Уелс Оупън     | Мастърс 1000 | Твърда     | Николоз Басилашвили   | 3–6, 6–4, 6–1      |
| Победа | 3–5  | 2022   | Делрей Бийч Оупън     | 250 серии    | Твърда     | Райли Опелка          | 7–6(7–1), 7–6(7–4) |
| Загуба | 3–6  | 2022   | Мексико Оупън         | 500 серии    | Твърда     | Рафаел Надал          | 4–6, 4–6           |
| Победа | 4–6  | 2022   | Лион Оупън            | 250 серии    | Клей       | Алекс Молчан          | 6–3, 6–7(3–7), 6–1 |
| Загуба | 4–7  | 2022   | Лос Кабос Оупън       | 250 серии    | Твърда     | Даниил Медведев       | 5–7, 0–6           |
| Загуба | 4–8  | 2023   | Окланд Оупън          | 250 серии    | Твърда     | Ришар Гаске           | 6–4, 4–6, 4–6      |
| Загуба | 4–9  | 2023   | Аржентина Оупън       | 250 серии    | Клей       | Карлос Алкарас        | 3–6, 5–7           |
| Загуба | 4–10 | 2023   | Рио Оупън             | 500 серии    | Клей       | Карлос Алкарас        | 5–7, 6–4, 7–5      |
| Загуба | 4–11 | 2024   | Мозел Оупън           | 250 серии    | Твърда (з) | Бенжамен Бонзи        | 6–7(6–8), 4–6      |